# Tro Breiz

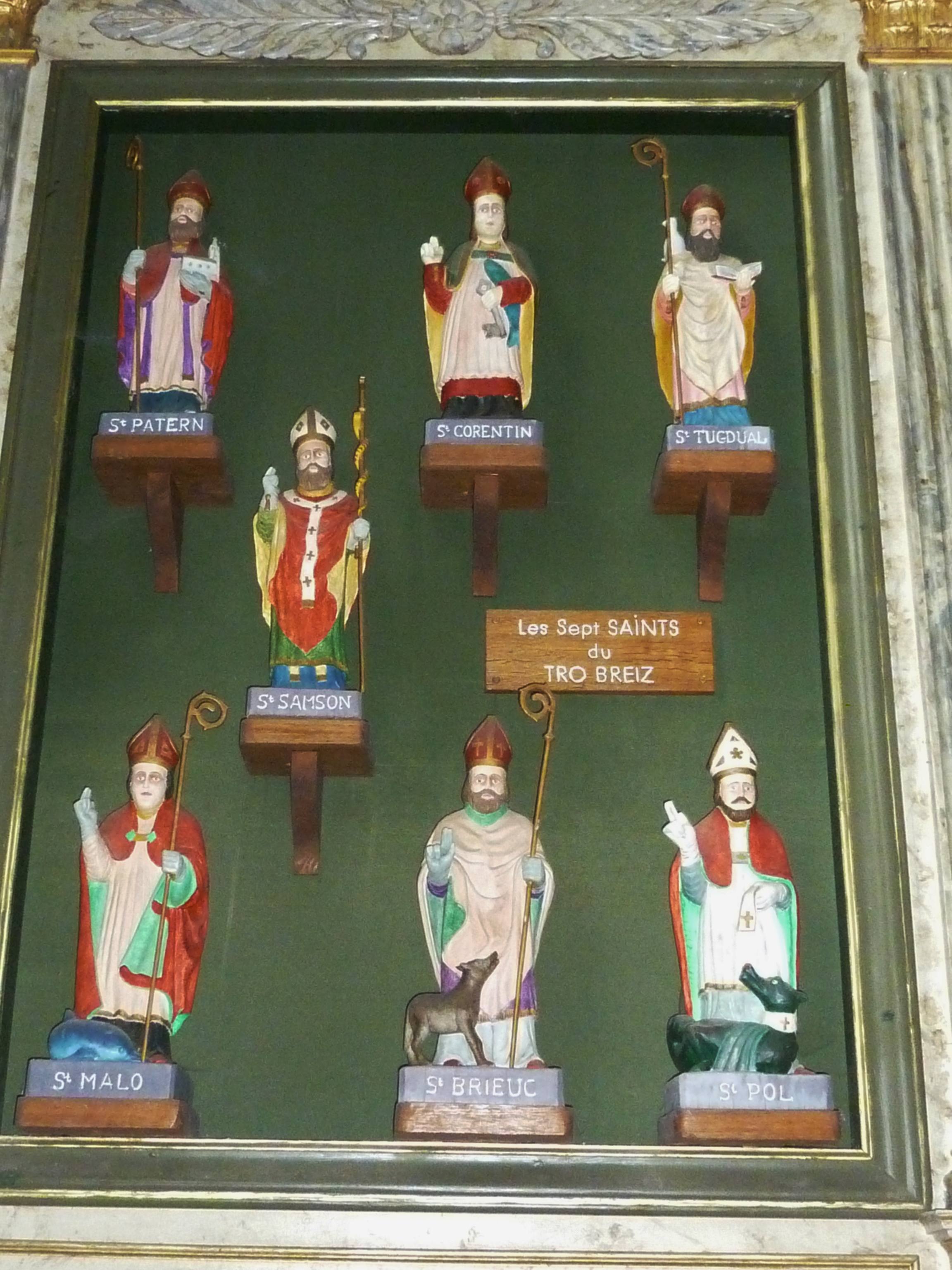
Imágenes de los siete santos en la catedral de Saint-Pol-de-Léon

El Tro Breiz, que en bretón significa "vuelta a Bretaña", es un peregrinaje católico en torno a las ciudades de los siete santos fundadores de Bretaña. Estos santos fueron unos monjes llegados desde el País de Gales y de Cornualles hacia el siglo V y VI, que cristianizaron la región y fundaron los primeros episcopados.

## Características
De origen medieval, una de sus características es que se trata de un peregrinaje circular, puesto que su última etapa devuelve al peregrino a su lugar de partida, un hecho único en el mundo.
Históricamente se conoce bajo el nombre de "Peregrinaje de los Siete Santos de Bretaña", puesto que se fija como etapas las siguientes ciudades ligadas a dichos santos:
- Quimper, ciudad de san Corentino
- Saint-Pol-de-Léon, ciudad de san Pablo Aureliano
- Tréguier, ciudad de san Tugdual
- Saint-Brieuc, ciudad que toma el nombre de san Brieuc
- Saint-Malo, que toma también el nombre de su fundador, san Maclou o san Malo
- Dol-de-Bretagne, ciudad de san Sansón
- Vannes, ciudad de san Paterno

Esta tradición ha sido relanzada desde 1994 por la asociación "Les Chemins du Tro Breiz", que organiza el peregrinaje limitándolo a una etapa cada año que une dos de las ciudades que forman el camino.
- Datos: Q303390